# ماركو دورديفيك
ماركو دورديفيك هو لاعب كرة قدم صربي، ولد في 22 مايو 1983 في كروشيفاتس في صربيا. لعب مع نابريداك كروشيفاتس ونادي أوكلاند سيتي ونادي كايرات ونادي ياغودينا.

## وصلات خارجية
- ماركو دورديفيك على موقع الاتحاد الدولي (مؤرشف)  (الإنجليزية)
- ماركو دورديفيك على موقع قاعدة بيانات كرة القدم.إي يو (الإنجليزية)
- ماركو دورديفيك على موقع Soccerway.com (الإنجليزية)
- ماركو دورديفيك على موقع عالم كرة القدم.نت (الإنجليزية)
- ماركو دورديفيك على موقع AS.com (الإسبانية)